# Drewe Arms
Koordinaten: 50° 42′ 11,9″ N, 3° 47′ 29,5″ W

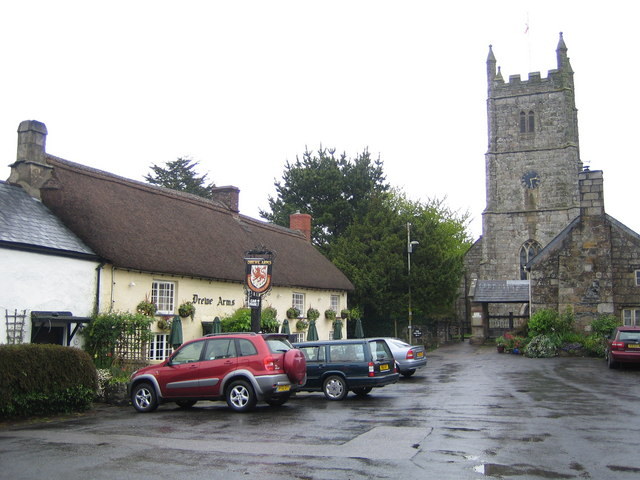
Drewe Arms, Drewsteignton

Das Drewe Arms ist ein Pub an der Nordseite von The Square in Drewsteignton in Devon, das im Grade II* als Listed Building eingestuft ist.
Möglicherweise befand sich an dieser Stelle bereits im 16. Jahrhundert ein Gasthaus. Das noch heute bestehende Gebäude wurde im 17. Jahrhundert gebaut und Ende des 19. Jahrhunderts modernisiert. Das Bauwerk ist ein Lehmwellerbau auf einem steinernen Sockel; einer der Schornsteine wurde aus Granit gebaut. Das Dach ist eine Kombination aus Reet, Wellblech und Schiefer. Der Grundriss ist T-förmig, wobei auf den Haupttrakt drei Räume – die Küche, der Hauptraum und die Bar – entfallen. An der Rückseite des mittleren Raumes befindet sich eine Treppe. Es scheint, dass der Mittelbau ursprünglich ein offenes Hallenhaus war. Die seitlichen Anbauten stammen vom Ende des 19. und Beginn des 20. Jahrhunderts. In ihnen befinden sich Lagerräume, Keller und Toiletten.
Die Innenausstattung wurde im 19. Jahrhundert weitgehend erneuert, doch seitdem fand keine weitere Modernisierung statt, und ein Teil der Holzarbeiten aus dem 17. Jahrhundert sind noch erhalten. Die Schanklizenz für das Drewe Arms stammt aus dem Jahr 1890, damals hieß es „New Inn“. Der Name wurde später in Druid Arms und in den 1920er Jahren in den heutigen Namen geändert.
Am 22. Februar 1967 wurde das Gasthaus im Grade II* auf die Statutory List of Buildings of Special Architectural or Historic Interest gesetzt. Im Rahmen der Campaign for Real Ale wurde es im National Inventory of Historic Pub Interiors eingetragen. Im Jahr 1919 wurde das Drewe Arms von Mabel Mudge übernommen, die 75 Jahre lang die Wirtin war und damit zum Zeitpunkt, als sie das Gasthaus aus Altersgründen aufgab, als die am längsten als Wirtin oder Wirt tätige Person Englands galt. Das Pub wurde im Februar 2013 geschlossen, weil die geringe Marge die hohen Betriebskosten nicht mehr erwirtschaften konnte, doch neue Besitzer eröffneten es im selben Jahr erneut.

## Belege
1. 1 2 3  Drewe Arms, Drewsteignton [1306339]. In: National Heritage List for England. Historic England, abgerufen am 6. September 2016 (englisch).
2. ↑  Anthony Poulton-Smith: South Devon Place Names. Amberley Publishing Limited, 2010, ISBN 978-1-4456-3098-4, Drewsteignton (englisch, books.google.de).
3. ↑  Geoff Brandwood: Britain’s best real heritage pubs. CAMRA, St. Albans 2013, ISBN 978-1-85249-304-2, S. 34.
4. ↑   Regulars raise their pints to Auntie Mabel: FOOD & DRINK In: The Independent, 4. Februar 1995. Abgerufen am 6. September 2016 (englisch).
5. ↑   Opinion: Can our locals survive the costly terms imposed by the giant pub companies? (Memento des Originals vom 14. September 2016 im Internet Archive) In: Express & Echo, 12. August 2013. Abgerufen am 6. September 2016 (englisch).
6. ↑   Long-serving village pub ready to re-open (Memento des Originals vom 14. September 2016 im Internet Archive) In: Western Morning News, 12. September 2013. Abgerufen am 16. August 2016 (englisch).  Info: Der Archivlink wurde automatisch eingesetzt und noch nicht geprüft. Bitte prüfe Original- und Archivlink gemäß Anleitung und entferne dann diesen Hinweis.